# Saint-Cirgues, Haute-Loire
Saint-Cirgues är en kommun i departementet Haute-Loire i regionen Auvergne-Rhône-Alpes i centrala Frankrike. Kommunen ligger i kantonen Lavoûte-Chilhac som tillhör arrondissementet Brioude. År 2022 hade Saint-Cirgues 164 invånare.

## Befolkningsutveckling
Antalet invånare i kommunen Saint-Cirgues
| Referens: INSEE |